# 塔斯马尼亚分裂主义
塔斯马尼亚分裂主义的提议在历史上多次出现。

## 澳大利亚联邦成立前
在澳大利亚联邦成立之前，塔斯马尼亚有很多人支持加入英联邦，但也存在反对意见。反对者认为，联邦的建立将对塔斯马尼亚造成财政破坏，因为该州的大部分收入来源于关税和消费税。
塔斯马尼亚州统计员R. M. 约翰斯顿是担心塔斯马尼亚在未来联邦中的前景的主要人物之一，他得到了塔斯马尼亚检察长安德鲁·英格利斯·克拉克和塔斯马尼亚众议院议长尼古拉斯·约翰·布朗的支持。塔斯马尼亚的宪法会议代表成功主张在《澳大利亚宪法》中加入第87条和第96条。

## 1920年代早期
联邦成立后，由于澳大利亚宪法的自由贸易条款，塔斯马尼亚失去了大部分收入，依赖联邦的拨款以维持财政（尽管它还从其他州民众热衷的州彩票中获得了一些收入）。这种挫折感在1920年代开始转变为对独立的呼声，得到了霍巴特商会和《墨丘利报》的支持——在1922年，《墨丘利报》甚至呼吁“完全解散联邦”。
1925年，塔斯马尼亚权利联盟成立，主张“为塔斯马尼亚争取正义或分裂”，到1926年，该组织向联邦议会递交了一份由10429名塔斯马尼亚选民签署的请愿书，要求联邦对塔斯马尼亚提供各种帮助。

## 1928年—1930年代
从1928年起，塔斯马尼亚分裂主义的支持显著增长。反联邦运动的支持者包括塔斯马尼亚航运委员会、塔斯马尼亚初级生产者协会和塔斯马尼亚经济协会。1930年，西澳大利亚分裂主义组织自治领联盟在塔斯马尼亚成立分支，旨在推动举行分裂公投，尽管有人认为这不切实际。塔斯马尼亚无党派妇女联盟也支持反联邦运动。
1928年，托马斯·默多克向塔斯马尼亚立法委员会提出塔斯马尼亚脱离联邦的动议，但最终被否决。
1933年，联邦拨款委员会成立后，建议塔斯马尼亚在1934年—1935年获得29万英镑的拨款，这显著减少了塔斯马尼亚对分裂的要求。

## 1980年代
1980年代，塔斯马尼亚州长道格·洛（澳大利亚工党成员）表示可能会考虑独立。后来，塔斯马尼亚州长罗宾·格雷（澳大利亚自由党成员）提出获得更多自治权利的建议。

## 1990年代后
1990年代，塔斯马尼亚优先党成立，旨在推动塔斯马尼亚分裂，然而该党现已不复存在。